# آن جونگهون
این یک نام کره‌ای است؛ نام خانوادگی آن است.
آن جونگهون (کره‌ای: 안정훈; هانجا: 安政勳؛ متولد ۲۰ دسامبر ۱۹۶۹)، بازیگر و خواننده اهل کره جنوبی است که فعالیت هنری خود را از کودکی آغاز کرد. او نخستین بازی خود را در سریال «تئاتر هنری KBS» محصول سال ۱۹۷۸ از شبکه کی‌بی‌اس انجام داد. از جمله آثار شاخص او می‌توان به «سه تفنگدار هون»، «بادخیز جانگ یونگشیل»، «گل آفتابگردان»، «درختی که عشق در آن شکوفا می‌شود» و «افسانه جومونگ» اشاره کرد.